# Kościół św. Kazimierza Królewicza w Krakowie (ul. Grzegórzecka)
Kościół św. Kazimierza Królewicza – zabytkowy parafialny kościół rzymskokatolicki znajdujący się w Krakowie, w dzielnicy II Grzegórzki przy ul. Grzegórzeckiej 78, na Grzegórzkach.

## Historia
Jest to kościół parafialny parafii św. Kazimierza erygowanej 27 stycznia 1928. W latach 1926–1928 zbudowano na Grzegórzkach Dom Katolicki, a jego wielką salę zamieniono na tymczasową kaplicę i w niej 8 grudnia 1928 odprawiono pierwszą mszę. Odtąd odgrywała rolę kościoła parafialnego dla mieszkańców Grzegórzek i Dąbia. W 1933 powstał społeczny komitet budowy kościoła, Rada Miejska ofiarowała parcelę, a wiosną 1934 rozpoczęto prace budowlane w których uczestniczyli także mieszkańcy dzielnicy.
Modernistyczny budynek, trójnawowej świątyni zaprojektował Franciszek Mączyński. W 1940 odbyło się poświęcenie (benedykcja) przez ks. kardynała Adama Stefana Sapiehę, niewykończonej jeszcze świątyni. Obawiano się, by niemieckie władze okupacyjne nie zarekwirowały budynku. Świątynię konsekrował ks. biskup Stanisław Rospond już po wojnie, 26 września 1948.
Jednym z tutejszych wikariuszy był w latach 1958–1963 Józef Tischner.

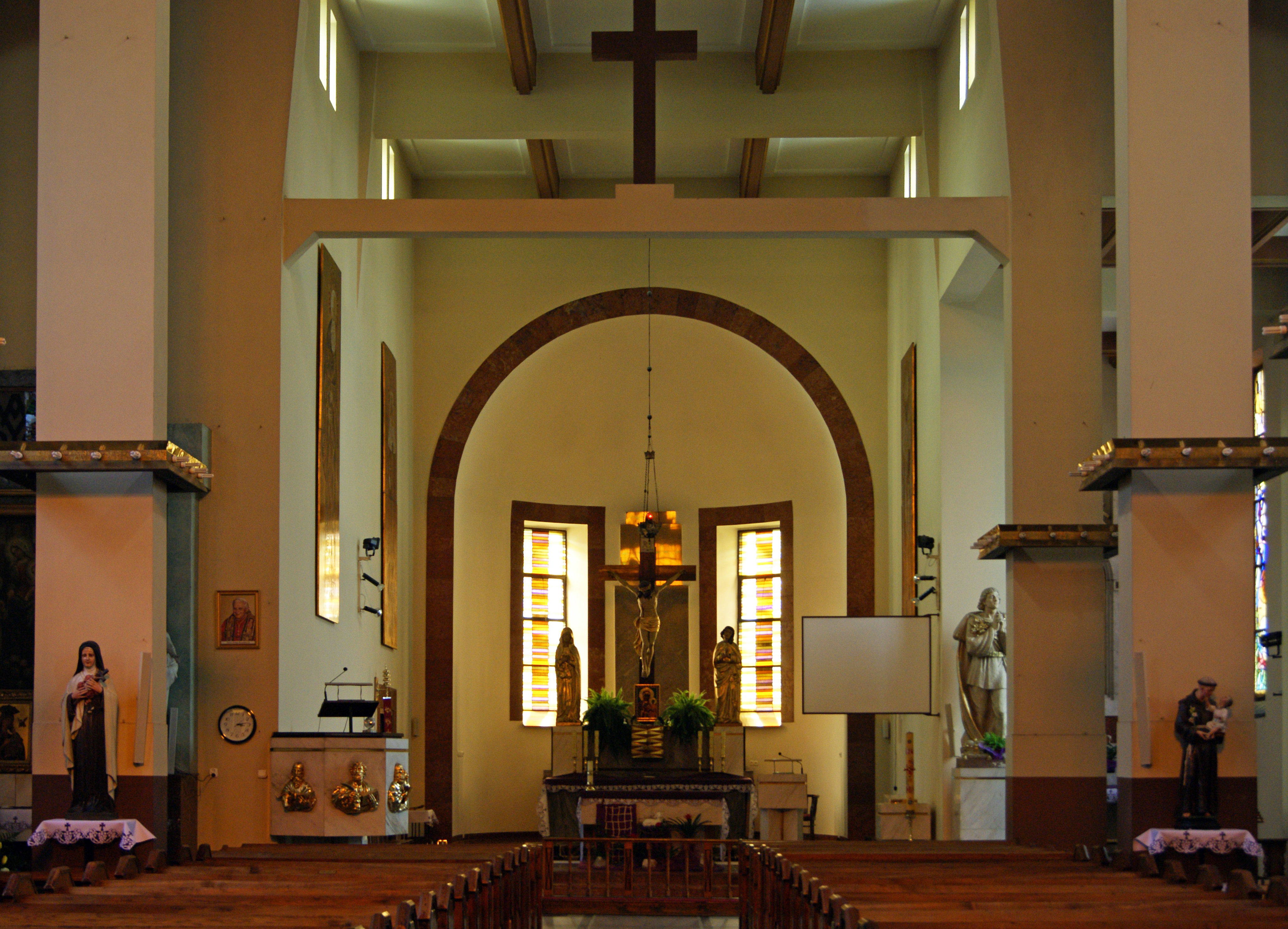
Wnętrze kościoła